# Nordglanz
Nordglanz — німецький НСБМ-гурт, заснований 1999 року у місті Франкфурт-на-Майні, що в землі Гессен у Німеччині двома молодиками: Njord (гітара, клавішні, вокал) і Skil (ударні, вокал). Спочатку хлопці працювали під назвою Hyperborean і випустили під цією назвою два демо-матеріали і повномірний альбом.

## Дискографія

### Демо
- 1999: Hevn eller befrielse (як Hyberborean)
- 2004: Völkermord (як Hyberborean)

### Повноформатні альбоми
- 2002: Nordglanz (як Hyberborean)
- 2005: Heldenreich
- 2006: Kampfhymnen Germaniens
- 2007: Völkischer Schwarzmetall
- 2010: Von Helden und Händlern
- 2011: Weltenwende
- 2014: Fragmente von Einst
- 2016: Das sterbende Volk
- 2019: Werwolf Revolte

### Мініальбоми
- 2004: Steht auf und kämpft!

### Інші роботи
- 2010: Vereint im Geiste, Vereint im Kampf (спліт)
- 2013: Ariosophische Propaganda Aventurie (відео)
- 2019: Revolt Against a Modern World (спліт)
- 2021: Sol Invicto (спліт)[1]